# Lysiteles anchorus
Lysiteles anchorus là một loài nhện trong họ Thomisidae.
Loài này thuộc chi Lysiteles. Lysiteles anchorus được miêu tả năm 2004 bởi Zhu, Lian & Ono.